# Telmatrechus
Telmatrechus is een geslacht van wantsen uit de familie van de Gerridae (schaatsenrijders). Het geslacht werd voor het eerst wetenschappelijk beschreven door Samuel Hubbard Scudder in 1890.

## Soorten
Het genus bevat de volgende soorten:

- Telmatrechus defunctus (Handlirsch, 1910)
- Telmatrechus parallelus Scudder, 1890
- Telmatrechus stali (Scudder, 1879)